# Kim Min-jae (actor nacido en 1996)
Kim Min-jae (Hangul: 김민재), es un actor, rapero y presentador surcoreano.

## Biografía
Desde marzo del 2016 asiste a la Universidad Chung-Ang.
Es buen amigo del cantante surcoreano V, también es amigo de los actores Yoon Shi-yoon, Woo Do-hwan y la actriz Lee Sung-kyung.

## Carrera
En junio del 2019 se anunció que se había unido a la agencia "Naym Naym Entertainment" (también conocida como YAMYAM Entertainment). Previamente fue miembro de la agencia "CJ E&M".
En su faceta de rapero es conocido como "Real.be".
Ha aparecido en sesiones fotográficas para "Grazia", "Marie Claire", "K Wave", "Nylon", "Allure Korea", entre otros...
En 2015 se unió al elenco principal de la serie Because It's The First Time donde interpretó a Seo Ji-an.
Ese mismo año también se unió al elenco principal de la serie Twenty Again donde interpretó al joven Kim Min-soo, el hijo de Ha No-ra (Choi Ji-woo).
Del 21 de noviembre de 2015 al 24 de septiembre de 2016 fue copresentador del programa musical Show! Music Core junto a Kim Sae-ron.
En el 2016 tuvo una aparición especial en la popular serie Guardian: The Lonely and Great God, también conocida como Goblin, donde dio vida al joven rey Wang Yeo.
También apareció como personaje recurrente en la serie Romantic Doctor, Teacher Kim, donde interpretó al curioso enfermero Park Eun-tak del hospital Doldam.
Dio vida al barista y dueño del café Yoon-min, así como el compañero de habitación de Cha Jung-han (Oh Ji-ho) en la serie My Little Baby.
Ese mismo año también se unió al elenco principal de la serie Hit the Top (también conocida como "Greatest One-Shot") donde dio vida a Lee Ji-hoon, el hijo adoptivo de Lee Gwang-jae (Cha Tae-hyun) que en secreto está luchando por convertirse en un ídolo de "Star Punch Enterainment".
Apareció en la primera temporada del programa de variedades Celebrity Bromance junto a su amigo V, en donde mostraron su cercana amistad.
El 12 de marzo de 2018 se unió al elenco principal de la serie The Great Seducer (también conocida como "Great Temptation"), donde dio vida a Lee Se-joo, al encantador y atractivo amigo de Kwon Si-hyun (Woo Do-hwan), hasta el final de la serie el 1 de mayo del mismo año.
El 9 de mayo del mismo año se unió al elenco principal de la película Love+Sling donde interpretó a Sung-woong, el hijo de Gui-bo (Yoo Hae-jin).
El 19 de septiembre del mismo año apareció en la película Feng Shui (también conocida como "Auspicious Grave") donde interpretó al Príncipe Heredero Hyomyeong. En la película compartió créditos con los actores Moon Chae-won y Lee Won-keun.
En septiembre del mismo año se anunció que realizaría una aparición especial en el último episodio de la serie Mr. Sunshine.
El 16 de septiembre del 2019 se unió al elenco principal de la serie Flower Crew: Joseon Marriage Agency, donde dio vida a Ma Hoon, un joven conocido como el hombre más atractivo de Hanyang, así como el líder y el mejor casamentero del equipo, hasta el final de la serie el 5 de noviembre del mismo año.
El 6 de enero del 2020 se unió al elenco de la serie Romantic Doctor, Teacher Kim 2 donde interpretó nuevamente al enfermero Park Eun-tak, hasta el final de la serie el 25 de febrero del mismo año. La serie es la secuela de "Romantic Doctor, Teacher Kim".
El 31 de julio del mismo año se unió al elenco principal de la serie Do You Like Brahms? donde dio vida a Park Joon-young, un pianista que comienza a tocar el piano a los seis años y ha logrado ganar concursos destacados en el país antes de ganar concursos en todo el mundo, hasta el final de la serie el 20 de octubre del mismo año.
El 22 de septiembre de 2021 se unió al elenco principal de la serie Dali and Cocky Prince (también conocida como "Dal Li and Gamja-tang") donde interpretó a Jin Mu-hak, un joven cuya familia convirtió un pequeño restaurante de gamja-tang en la corporación mundial de alimentos DonDon F&B.
En enero de 2022 se confirmó que se había unido al elenco de la serie Joseon Psychiatrist Yoo Se-poong, donde dará vida a Yoo Se-poong, un afectuoso jefe de acupuntura con habilidades lo suficientemente sorprendentes como para ser llamado la leyenda del palacio real. Pasa de a ser el mejor acupunturista favorecido por la familia real a alguien que sufre un trauma psicológico cada vez que agarra una aguja.

## Filmografía

### Series de televisión
| Año     | Título                                        | Personaje              | Notas        | Ref.          |
| ------- | --------------------------------------------- | ---------------------- | ------------ | ------------- |
| 2014    | Forever Young                                 | Kay                    | -            |               |
| 2015    | Persevere, Goo Hae-ra                         | Sa Gi-joon             | -            |               |
| 2015    | Producer                                      | -                      | 3 episodios  |               |
| 2015    | Twenty Again                                  | Kim Min-soo            | 16 episodios |               |
| 2015    | Because It's The First Time                   | Seo Ji-an              | -            |               |
| 2016    | My Little Baby                                | Yoon Min               | -            |               |
| 2016    | Guardian: The Lonely and Great God - (Goblin) | Wang Yeo               | 8 episodios  |               |
| 2016-17 | Romantic Doctor, Teacher Kim                  | Enfro. Park Eun-tak    | -            |               |
| 2017    | Hit the Top                                   | Lee Ji-hoon            | 32 episodios |               |
| 2018    | The Great Seducer                             | Lee Se-joo             | 32 episodios |               |
| 2018    | Mr. Sunshine                                  | Do Mi (de adolescente) |              |               |
| 2019    | Flower Crew: Joseon Marriage Agency           | Ma Hoon                | 16 episodios |               |
| 2020    | Romantic Doctor, Teacher Kim 2                | Enfro. Park Eun-tak    | 16 episodios |               |
| 2020    | Do You Like Brahms?                           | Park Joon-youn         | 16 episodios |               |
| 2021    | Dali and Cocky Prince                         | Jin Mu-hak             | 16 episodios | [ 52 ]        |
| 2022    | Joseon Psychiatrist Yoo Se-poong              | Yoo Se-poong           |              | [ 53 ]        |
| 2023    | Romantic Doctor, Teacher Kim 3                | Enfro. Park Eun-tak    |              | [ 54 ] [ 55 ] |

### Películas
| Año  | Título           | Personaje          | Notas                                                                                              | Ref.   |
| ---- | ---------------- | ------------------ | -------------------------------------------------------------------------------------------------- | ------ |
| 2017 | Special Citizen  | -                  | Junto a Choi Min-sik y Kwak Do-won                                                                 |        |
| 2018 | Love+Sling       | -                  | Junto a Lee Sung-kyung, Yoo Hae-jin, Sung Dong-il, Jin Kyung y Na Moon-hee                         |        |
| 2018 | Feng Shui        | Príncipe Hyomyeong | Junto a Jo Seung-woo, Ji Sung, Kim Sung-kyun, Moon Chae-won, Kang Tae-oh, Lee Won-keun y Tae In-ho |        |
| 2023 | The Devil's Deal | Jang-ho            | Junto a Cho Jin-woong, Lee Sung-min y Kim Mu-yeol                                                  | [ 56 ] |

### Videos musicales
| Año  | Artistas       | Canción      | Notas                        | Ref.          |
| ---- | -------------- | ------------ | ---------------------------- | ------------- |
| 2015 | Hong Dae-kwang | "Good Luck"  | apareció en el video musical |               |
| 2015 | Park Boram     | "Celepretty" | apareció en el video musical |               |
| 2017 | Red Velvet     | "Would U"    | apareció en el video musical | [ 57 ] [ 58 ] |

### Programas de variedades
| Año        | Programa                                | Notas                                                          | Ref.                 |
| ---------- | --------------------------------------- | -------------------------------------------------------------- | -------------------- |
| 2015       | Show Me the Money 4                     | (episodios 1-2) - concursante de rap                           |                      |
| 2015       | Mari and Me                             | miembro                                                        |                      |
| 2015       | Radio Star                              | (episodio 456) - invitado                                      |                      |
| 2016       | Celebrity Bromance                      | (ep. 1 - 4, + 30 (especial)) - participante - junto a V        | [ 59 ] [ 60 ] [ 61 ] |
| 2015, 2016 | Section TV                              | invitado                                                       |                      |
| 2016       | Video Star                              | invitado                                                       |                      |
| 2017       | My Ear's Candy (Sweetheart in Your Ear) | miembro                                                        |                      |
| 2017       | Happy Together                          | invitado                                                       |                      |
| 2018       | Pajama Friends                          | Ep. 4 - invitado                                               | [ 62 ]               |
| 2019       | Knowing Bros (Ask Us Anything)          | (ep. #195) - invitado - junto a Gong Seung-yeon y Park Ji-hoon | [ 63 ]               |
| 2019       | Busted! 2                               | invitado                                                       | [ 64 ]               |
| 2020       | Running Man                             | (ep. #518) - invitado                                          | [ 65 ]               |

### Presentador
| Año         | Programa         | Notas                                |
| ----------- | ---------------- | ------------------------------------ |
| 2015 - 2016 | Show! Music Core | co-presentador - junto a Kim Sae-ron |

### Revistas / sesiones fotográficas
| Año  | Título            | Notas                                              |
| ---- | ----------------- | -------------------------------------------------- |
| 2020 | Esquire Magazine  | [ 66 ]                                             |
| 2020 | Allure Magazine   | junto a Park Eun-bin                               |
| 2020 | The Star Magazine | [ 68 ]                                             |
| 2019 | Elle Magazine     | junto a Gong Seung-yeon - (publicación de octubre) |

## Música

### Sencillos
| Año  | Álbum                           | Título        | Notas                                                |
| ---- | ------------------------------- | ------------- | ---------------------------------------------------- |
| 2017 | Hit the Top OST                 | "Dream"       | junto a Younha                                       |
| 2015 | Because It's The First Time OST | "Our Feeling" | junto a Lee Yoon Chan ft. Park So-dam y Lee Yi-kyung |
| 2015 | Twenty Again OST                | "Star"        | junto a Solar                                        |

### Escritor
| Año  | Intérprete            | Título        | Notas          |
| ---- | --------------------- | ------------- | -------------- |
| 2021 | Punch (Bae Jin-young) | "I’m Jealous" | (como Real.be) |

### Compositor
| Año  | Canción | Notas                         |
| ---- | ------- | ----------------------------- |
| 2017 | "Dream" | junto a Cosmic Sound y Cosmos |
| 2015 | "Star"  | junto a Ji Hoon               |

## Premios y nominaciones
| Año  | Premio                   | Categoría                                                     | Trabajo                      | Resultado |
| ---- | ------------------------ | ------------------------------------------------------------- | ---------------------------- | --------- |
| 2016 | 24th SBS Drama Award     | New Star Award                                                | Romantic Doctor, Teacher Kim | Ganó      |
| 2017 | 53rd Baeksang Arts Award | Best New Actor (TV)                                           | Romantic Doctor, Teacher Kim | Nominado  |
| 2017 | 1st The Seoul Award      | Best New Actor (Drama)                                        | Hit the Top                  | Nominado  |
| 2018 | 6th APAN Star Award      | Best OST Award                                                | Hit the Top - "Dream"        | Ganó      |
| 2018 | 6th APAN Star Award      | Best New Actor                                                | The Great Seducer            | Nominado  |
| 2020 | 28th SBS Drama Award     | Best Couple Award (junto a Park Eun-bin)                      | Do You Like Brahms?          | Ganó      |
| 2020 | 28th SBS Drama Award     | Excellence Award, Actor in a Miniseries Fantasy/Romance Drama | Do You Like Brahms?          | Ganó      |
| 2020 | 7th APAN Star Award      | Excellence Award, Actor in a Miniseries                       | Do You Like Brahms?          | Nominado  |
| 2021 | KBS Drama Award          | Best Couple Award (junto a Park Kyu-young)                    | Dali and Cocky Prince        | Ganaron   |
| 2021 | KBS Drama Award          | Excellence Award, Actor in a Miniseries                       | Dali and Cocky Prince        | Ganó      |